# Desire (음반)
| 전문가 평가                       | 전문가 평가 |
| 평가 점수                         | 평가 점수   |
| 출처                              | 점수        |
| --------------------------------- | ----------- |
| AllMusic                          | [ 1 ]       |
| Christgau's Record Guide          | B−          |
| The Encyclopedia of Popular Music | [ 3 ]       |
| Entertainment Weekly              | B−          |
| Pitchfork                         | 9.0/10      |
| Rolling Stone                     | (favorable) |
| Tom Hull                          | B           |

《Desire》는 미국의 싱어송라이터 밥 딜런이 1976년 1월 5일, 컬럼비아 레코드에서 발매한 열일곱 번째 스튜디오 음반이다.
이 음반은 딜런의 가장 협력적인 노력 중 하나로, 지난 해 찬사를 받았던 롤링 썬더 리뷰 투어와 같은 뮤지션들의 캐러밴을 특징으로 한다(이하 《The Bootleg Series Vol. 5》에 수록되어 있음). 이 곡들 중 많은 곡들은 에밀루 해리스와 로니 블레이클리의 백 보컬도 선보였다. 이 음반은 대부분 자크 레비가 공동 작곡했으며, 장편 스토리송으로 구성되었는데, 이 중 두 곡은 조직 폭력배 조 갈로를 미화하는 것으로 보이는 11분 길이의 〈Joey〉와 복서 루빈 카터를 상대로 한 살인사건의 정열적인 이야기를 들려주는 오프닝 트랙 〈Hurricane〉으로 빠르게 논란을 불러일으켰다. 그 노래의 주제가 틀렸다. 카터는 1985년에 한 판사가 항소심에서 유죄 판결을 뒤집은 후 석방되었다.
《Blood on the Tracks》에 대한 좋은 평가를 받은 《Desire》는 빌보드 200 차트에서 5주 동안 1위에 오르며, 딜런의 베스트셀러 스튜디오 음반 중 하나가 되었고 더블 플래티넘을 인증 받았다. 이 음반은 영국에서 3위에 올랐다. 이 음반은 NME 올해의 음반 1위를 차지했다. 《롤링 스톤》은 《Desire》를 역사상 가장 위대한 음반 500장 목록에서 174위로 선정했다.

## 맥락
《Desire》는 딜런의 롤링 썬더 리뷰 투어 두 구간 사이에 발매되었다. 1975년 무렵, 딜런은 다양한 밴드와 연주한 폭넓은 경험을 가지고 있었지만, 이들 밴드는 대부분 다른 이들에 의해 구성된 것이었다. 예를 들어 호크스 (훗날 더 밴드로 알려짐)의 경우, 딜런과 만나기 전부터 이미 수년간 함께 활동해온 그룹이었다.
나중에 롤링 썬더 리뷰로 알려지게 될 자신의 밴드를 결성하려는 딜런의 생각은 1975년 6월 26일, 더 오더 엔드 (구, 현재 더 비터 엔드)에서 패티 스미스와 그녀의 그룹 연주를 보고 나왔다. 스미스는 아직 음반을 녹음하지 않았지만 이미 음악 언론과 업계로부터 많은 관심을 받고 있었다. 클린턴 헤이린에 따르면, 이 쇼는 드러머 제이 디 도허티와 함께한 첫 쇼로, "독특한 로큰롤 사운드를 작곡"하는 데 4년이 걸린 절정이다. 스미스에 따르면, 딜런은 즉시 스미스와 그녀의 밴드의 케미스트리에 충격을 받았고, 그가 싱글 밴드와 함께 지내기로 선택했다는 소망을 표현했다.
딜런은 앞으로 2주 동안 뉴욕의 그리니치빌리지와 특히 더 오더 엔드에서 많은 밤을 보내게 될 것이며, 결국 롭 스토너를 만나 밥 뉴워스와 재회하게 될 것이다. 스토너는 나중에 롤링 썬더 리뷰에 합류할 것이고 딜런은 뉴워스를 통해 나머지 멤버들을 만날 것이다. 스미스에 따르면, 그는 즉흥연주와 "언어적으로" 자신을 확장하는 것에 대해 생각하고 있었다고 한다.
이 음반의 커버는 존 필립스의 1970년 음반 《John Phillips (John, the Wolf King of L.A.)》에서 임시로 영감을 받아 연상시킨다.

## 녹음 세션
스미스와 스토너와의 첫 만남이 있을 무렵, 딜런은 〈Abandoned Love〉라는 최소 한 곡의 곡을 끝으로 몇 곡의 신곡을 작업하기 시작했다. 그 후, 6월 말쯤, 딜런은 빌리지 주변에서 리무진을 타고 운전하던 중, 사건에서 바이올린을 들고 걷고 있는 스칼렛 리베라를 발견했다. 딜런은 리베라와 대화를 나누기 위해 잠시 들렀고, 리허설 스튜디오로 그녀를 초대했고, 그곳에서 그녀는 몇몇 신곡들과 함께 연주하며 오후를 보냈다. 2012년 리베라는 "내가 몇 초만 더 일찍 길을 건넜더라면 그런 일은 없었을 것"이라고 말했다. 리베라에 따르면 〈One More Cup of Coffee〉, 〈Isis〉, 〈Mozambique〉는 모두 딜런과 기타를 타고, 리베라는 바이올린으로 리허설을 했다. 리허설이 진행되자 딜런은 피아노로 같은 노래 몇 곡을 시도했고, 그 과정에서 다른 키로 실험을 했다. 곧이어 딜런은 리베라에게 다음 음반에 함께해 줄 것을 요청하곤 했다.
빠르면 7월 중순부터 롤링 썬더 리뷰의 개념이 굳어지기 시작하고 있었다. 컬럼비아 레코드의 대표인 돈 데비토에 의하면, 밴드를 결성해 예고 없이 연주하는 미국을 순회할 가능성은 이 시점에서 이미 논의되고 있었다고 한다.
한편, 딜런과 자크 레비의 작사 파트너십은 계속 성장했다. 자크 레비는 그 후 〈Chestnut Mare〉로 가장 잘 알려져 있었는데, 이 곡은 결국 버즈의 마지막 히트곡 중 하나가 된 로저 맥귄과의 합작품이었다. 딜런은 지난 봄에 레비를 만났지만, 그들은 더 오더 엔드에서 다시 배우게 되었다.

## 여파
《Desire》는 다음해 초가 되어서야 발매될 것이다. 한편 딜런은 롤링 썬더 리뷰와 함께 북미 투어 첫 라운드에 나섰다. 언론의 집중적인 취재를 받은 투어의 과정에서 딜런과 그의 밴드는 과거 작품들을 재해석한 것 외에 《Desire》의 곡들을 공개했다. 롤링 썬더 리뷰는 믹 론슨(데이비드 보위와의 작업으로 가장 잘 알려져 있음) 등 객원 뮤지션과 로저 맥귄, 조니 미첼, 존 바에즈 등 딜런의 세트장에서만 기여하는 것이 아니라 자신만의 미니셋을 연주하는 등 실력도 높였다. 브루스 스프링스틴은 공연 초대를 받았으나 딜런이 자신을 지지하기 위해 E 스트리트 밴드를 사용할 수 없다고 통보하자 거절했다.
1975년 가을은 궁극적으로 널리 비판받는 영화 《레날도와 클라라》를 제작하게 되겠지만, 콘서트 자체는 좋은 반응을 얻었다. 종종 딜런의 가장 훌륭한 쇼 시리즈 중 하나로 여겨지는 이 투어의 첫 번째 구간은 결국 《The Bootleg Series Vol. 5: Bob Dylan Live 1975, The Rolling Thunder Revue》에 녹음되었다.

## 곡 목록
모든 곡들은 특별한 언급이 없는 한 밥 딜런과 자크 레비에 의해 작사/작곡하였다.
| #  | 제목                              | 재생 시간 |
| -- | --------------------------------- | --------- |
| 1. | 〈Hurricane〉                     | 8:33      |
| 2. | 〈Isis〉                          | 6:58      |
| 3. | 〈Mozambique〉                    | 3:00      |
| 4. | 〈One More Cup of Coffee (딜런)〉 | 3:43      |
| 5. | 〈Oh, Sister〉                    | 4:05      |

| #  | 제목                   | 재생 시간 |
| -- | ---------------------- | --------- |
| 1. | 〈Joey〉               | 11:05     |
| 2. | 〈Romance in Durango〉 | 5:50      |
| 3. | 〈Black Diamond Bay〉  | 7:30      |
| 4. | 〈Sara (딜런)〉        | 5:29      |

## 인증
| 국가                       | 인증        | 판매량/출하량 |
| -------------------------- | ----------- | ------------- |
| 캐나다 (뮤직 캐나다)       | 플래티넘    | 100,000^      |
| 프랑스 (SNEP)              | 2× 골드     | 578,800       |
| 독일 (BVMI)                | 골드        | 250,000^      |
| 네덜란드 (NVPI)            | 플래티넘    | 100,000^      |
| 스페인                     | —           | 100,000       |
| 영국 (BPI)                 | 플래티넘    | 300,000^      |
| 미국 (RIAA)                | 2× 플래티넘 | 2,000,000^    |
| ^출하량을 기반으로 한 인증 |             |               |